# Pezodrymadusa angorensis
Pezodrymadusa angorensis är en insektsart som först beskrevs av Boris Petrovich Uvarov 1930.  Pezodrymadusa angorensis ingår i släktet Pezodrymadusa och familjen vårtbitare. Inga underarter finns listade i Catalogue of Life.